# Värska (gemeente)
Värska (Estisch: Värska vald) is een voormalige gemeente in de Estlandse provincie Põlvamaa. De gemeente telde 1304 inwoners op 1 januari 2017. In 2011 had ze 1079 inwoners. De oppervlakte bedroeg 187,7 km².
In november 2017 werd Värska bij de gemeente Setomaa gevoegd. Daarmee verhuisde de gemeente van de provincie Põlvamaa naar de provincie Võrumaa.
De landgemeente telde 35 nederzettingen, waarvan de hoofdplaats Värska de status van alevik (vlek) heeft. Värska is het culturele centrum van de etnografische regio Setomaa (Setumaa). Aan de cultuur van de Seto's is een openluchtmuseum gewijd. Evenals de gemeenten Mikitamäe, Misso en Meremäe was Värska aangesloten bij de Unie van Gemeenten van Setomaa (Setomaa Valdade Liit). Värska, Mikitamäe, Meremäe en een groot deel van Misso maken nu deel uit van de gemeente Setomaa.
Värska staat voorts bekend om het mineraalwater dat er sinds 1973 wordt gebotteld. Het is afkomstig van de producenten Värska Vesi AS in Värska en Verska Mineraalvee OÜ in Väike-Rõsna.

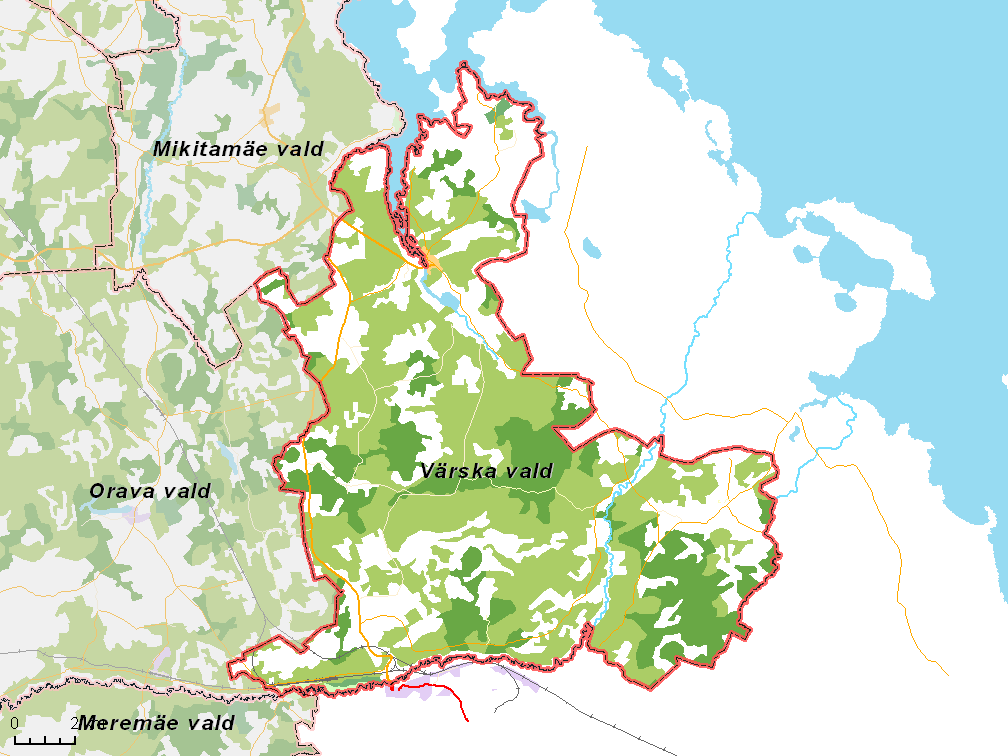
De gemeente met omliggende gemeenten, situatie begin 2017